# Привилегия белого
Привиле́гия бе́лого (фр. Privilège du blanc, произносится Привилэ́ж дю блан) — привилегия, распространяющаяся на католических королев, а также жён и вдов католических монархов, которые имеют право одеваться в белое на папских аудиенциях. Прочим надевать белое запрещено, так как облачение этого цвета носит сам папа.

## История

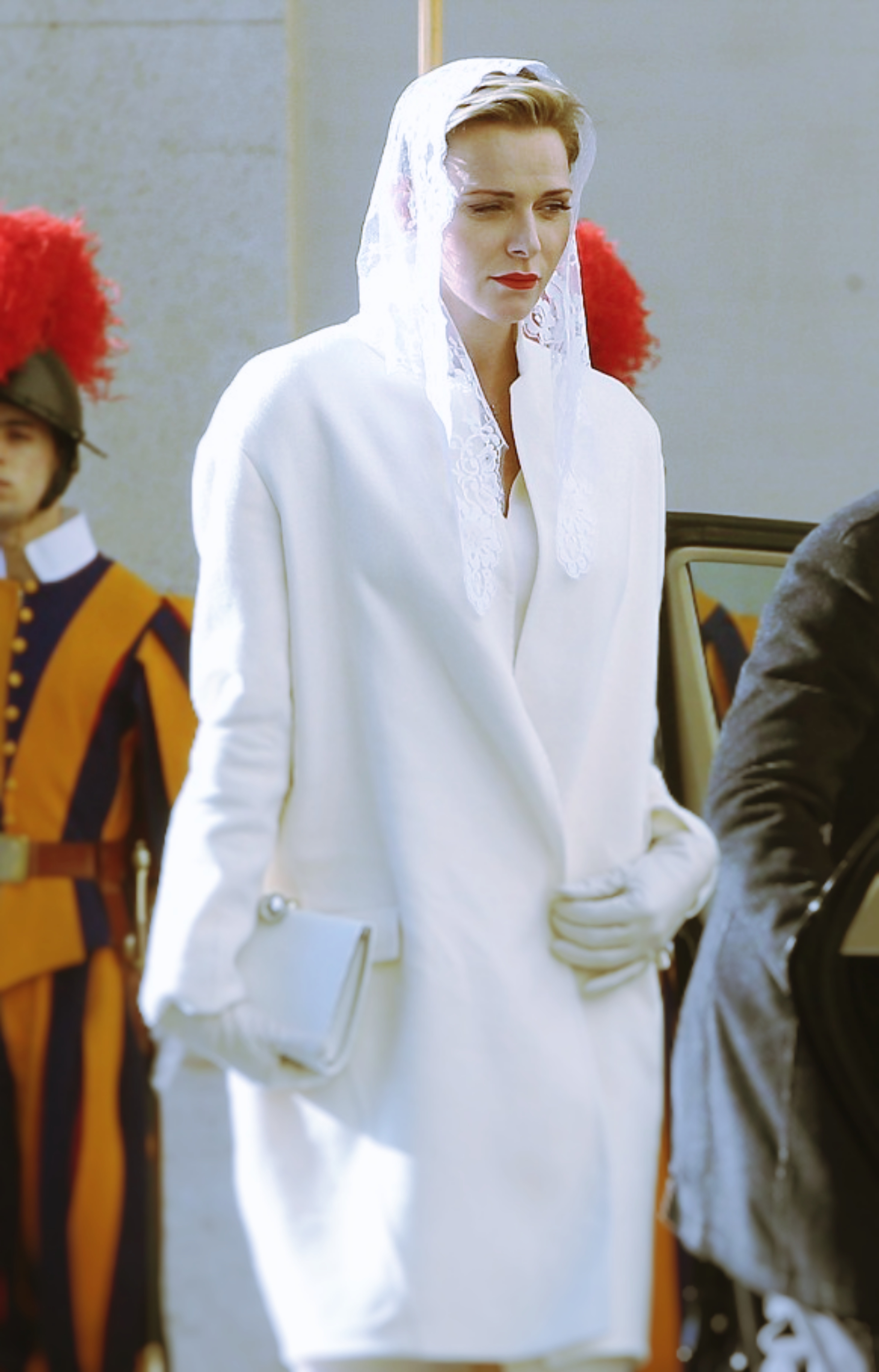
Княгиня Монако Шарлен в белом одеянии во время визита в Ватикан (2016)

Формально ватиканский протокол для приглашённых на папскую аудиенцию женщин предусматривает одежду чёрного цвета с длинными рукавами и чёрную мантилью. Однако с 80-х годов XX века традиционные нормы этикета одежды для папских аудиенций (фрак для мужчин, чёрная одежда и мантилья для женщин) не являются обязательными; так, многочисленные дипломаты и главы государств, присутствовавшие на интронизации папы Бенедикта XVI в 2005 году, были одеты в костюмы.

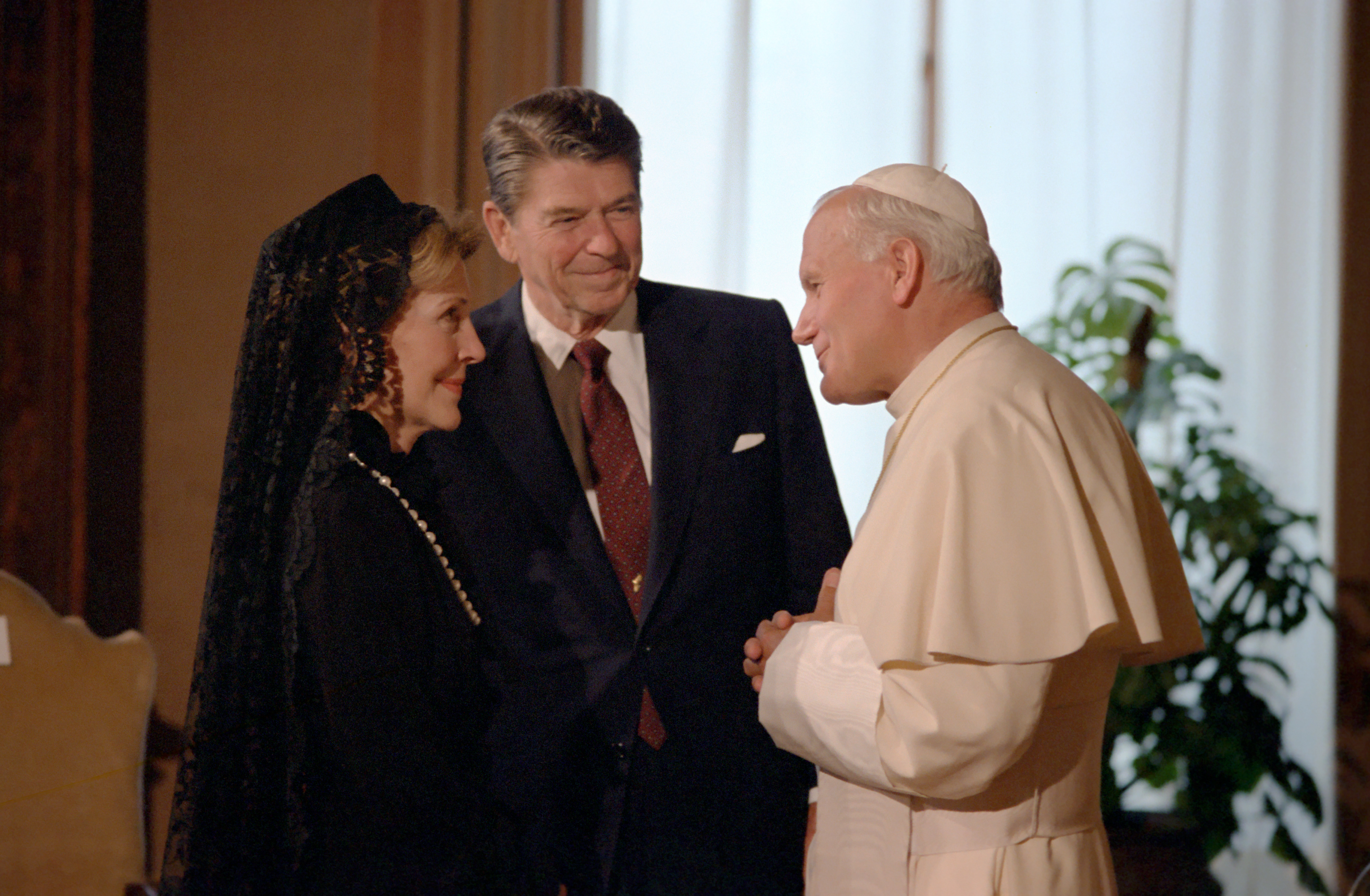
Нэнси Рейган с супругом на аудиенции Иоанна Павла II. Первая леди покрыла голову чёрной мантильей, согласно протоколу

Женщины — главы государств также не соблюдают в настоящее время традиционный протокол: обе женщины-президенты Ирландии на встрече с Иоанном Павлом II не носили традиционных цветов (Мэри Робинсон была одета в тёмно-зелёное, а Мэри Макэлис — в чёрное с белым). Первая леди СССР Раиса Горбачёва на встрече с папой была одета в красное.
Шери Блэр, жена экс-премьер-министра Великобритании Тони Блэра, была одета в белое на встрече с папой в 2006 году, чем вызвала противоречивые отклики: так, например, статья в газете The Daily Telegraph даже называлась «Не тот случай для белой одежды, Шери» (White outfit, wrong occasion, Cherie).

## Обладательницы «привилегии белого»
В настоящее время «привилегия белого» распространяется на королев Испании и Бельгии, а также великую герцогиню Люксембурга. Только эти три существующие сейчас монархии удостаивались титула католические монархи. В 2013 году право появляться на папской аудиенции получила княгиня Монако «в соответствии с протоколом для католических суверенов». Кроме того, привилегией белого обладают принцессы Савойской династии, некогда правившей Королевством Италия.
Таким образом, по состоянию на декабрь 2020 года, при желании следовать традиционному протоколу, «привилегией белого» могут воспользоваться семь женщин:
| Королевство Княжество          | Персона                                     | Момент получения привилегии                                      |
| ------------------------------ | ------------------------------------------- | ---------------------------------------------------------------- |
| Испания                        | София, королева Испании                     | Восхождение супруга на испанский престол (1975)                  |
| Бельгия                        | Паола, королева Бельгии                     | Восхождение супруга на бельгийский престол (1993)                |
| Люксембург                     | Мария Тереза, великая герцогиня Люксембурга | Восхождение супруга на люксембургский престол (2000)             |
| Монако                         | Шарлен, княгиня Монако                      | Привилегия пожалована дому Гримальди папой Бенедиктом XVI (2013) |
| Бельгия                        | Матильда, королева Бельгии                  | Восхождение супруга на бельгийский престол (2013)                |
| Испания                        | Летисия, королева Испании                   | Восхождение супруга на испанский престол (2014)                  |
| Королевство Италия (1861—1946) | Марина, принцесса Неаполитанская            | Привилегия пожалована Савойскому дому папой Пием XI (1929)       |

## Комментарии
1. ↑  Княгиня Шарлен получила привилегию не в момент заключения брака с Альбером в 2011 году, но в 2013 году в качестве подарка на предстоящий день рождения за приверженность растить детей в католической вере.